# Діва, тілець та козеріг
«Діва, тілець та козеріг» (італ. «La vergine, il toro e il capricorno») — італійська еротична комедія 1977 року, знята режисером Лучано Мартіно, з Едвіж Фенек у головній ролі.

## Сюжет
Джойя Ферретті, молода одружена дама, дізнається про постійні зради свого чоловіка. Вирішивши відплатити тією ж монетою з першим чоловіком, що сподобався їй, вона вирушає наодинці відпочивати на острів Іск'я.

## У ролях
- Едвіж Фенек — Джойя Ферретті
- Альберто Ліонелло — Джанні Ферретті
- Альдо Маччоне — Феліче
- Ольга Бізера — Енріка
- Альваро Віталі — Альваро
- Ерна Шюрер — роль другого плану
- Мікеле Гамміно — Раффаеле
- Маріо Каротенуто — П'єтро
- Джакомо Ріццо — Пеппіно
- Ф'ямметта Баралла — Аїда
- Джанфранко Барра — Альберто
- Ларс Блох — американський професор
- Сабіна Де Гвіда — маркіза
- Ріа Де Сімоне — епізод
- Адріана Факкетті — епізод
- Ріккардо Гарроне — епізод
- Чезаріна Джеральді — епізод
- Габріелла Лепорі — епізод
- Патріція Веблі — епізод
- Ліа Танці — Луїза
- Рей Лавлок — епізод
- Пінуччо Ардья — епізод
- Данте Клері — епізод
- Софія Ломбардо — епізод
- Анна Меліта — епізод
- Тоні Морган — епізод
- Тіберіо Мурджа — епізод
- Лаура Троттер — Елен
- Сальваторе Баккаро — епізод
- Уго Болонья — епізод
- Альфонсо Джиганті — епізод
- Франческо Нардуччі — епізод

## Знімальна група
- Режисер — Лучано Мартіно
- Сценаристи — Лучано Мартіно, Франческо Міліціа, Чезаре Фругоні
- Оператор — Джанкарло Феррандо
- Композитор — Франко Пізано
- Художник — Франко Калабрезе
- Продюсер — Лучано Мартіно